# Церковь Святого Креста (Братислава)
Церковь Святого Креста (словац. Kostol svätého Kríža) — римский католический костёл в словакском городе Братислава. Изначально готический, позже сильно перестроенный в других архитектурных стилях, он располагается в районе Братислава IV, в квартале Девин.

## История
Приходская римско-католическая церковь Святого Креста в Девине имеет сложную архитектурную историю. Первоначальный однонефный костел без башни с квадратным пресвитерием, вероятно, середины XIII века, был постепенно расширен строителями до готического трехнефного строения. С 1672 по 1673 годы проводились работы по его реконструкции. В 1772 году была перестроена башня церкви, возведён главный и боковой порталы. В 1788 году пресвитерий был увенчан классическим ромбовидным сводом.
В семидесятых годах XX века проводились археологические и архитектурные исследования церкви, после чего древний храм был полностью восстановлен.

## Архитектура
Южный неф храма состоит из двух частей: в более новом сохранился оригинальный крестовый свод. Интерьер южного нефа освещают четыре готических окна. Северный неф имеет многоугольное перекрытие и по сей день сохранил свой первоначальный готический вид. Боковые пристройки соединялись с главным строением ломаными арками.
По бокам пресвитерия находятся две сакристии; северная, более старая, сводчатая с оригинальным цилиндрическим сводом; в ней был найден готический пастофорий. В ходе современных исследований церкви были обнаружены два больших замыкающих камня (вероятно, из первоначального свода главного нефа), каменное надгробие с нанесёнными на нём изображениями латинского креста и двумя потирами XIV века, а также высокохудожественный готический рельеф со сценой с Елеонской горы после Тайной вечери.
Башня храма имеет двойную луковичную главу и разделена горизонтальными выступами (тягами) на три этажа. В разорванном фронтоне над главным порталом на пьедесталах установлены скульптуры Святого Франциска, Девы Марии и Святого Флориана.
Сохранилась нижняя часть монументального рельефа Успения Пресвятой Богородицы, которая, вероятно, находилась в середине алтаря в ранней барочной церкви (в XVII веке церковь была посвящена Деве Марии). В XIX веке в пресвитерии церкви был установлен главный алтарь с колонным табернаклем на алтарном постаменте, увенчанным крестом. Идеализированная скульптура распятия, без признаков страдания, была создана скульптором под влиянием работ Франца Ксавера Мессершмидта. Боковые алтари Святой Семейства и Пьеты с алтарным образом образуют колонную архитектурную структуру. Марианские боковые алтари напоминают о раннем посвящении церкви Деве Марии. В южном нефе находится образ Святой Троицы с неоготического алтаря. В церкви сохранилась каменная крестильная купель в стиле барокко чашеобразного типа.
На территории возле костёла находится церковный сад, в котором имеется галерея статуй, относящихся к древнейшей истории словаков: сидящая статуя великоморавского князя Ростислава, работы академического скульптора Людмилы Цвенгрошовой, перенесённая сюда с перекрёстка на пути к замку Девин, скульптура славянских просветителей, свв. Кирилла и Мефодия. Справа перед входом, за балюстрадой, возведена колонна с изображением Распятого Христа.